# Mari Vihmand
Mari Vihmand (* 17. Mai 1967 Tartu, Sowjetunion) ist eine estnische Komponistin.

## Leben
Mari Vihmand schloss 1990 ihr Studium der Komposition bei Eino Tamberg am Staatlichen Tallinner Konservatorium (heute Musik- und Theaterakademie) ab. 1996/97 bildete sie sich am Konservatorium von Lyon fort. 1997 legte sie ihre Magisterprüfung bei Lepo Sumera ab. 1998 siedelte sie nach Deutschland über. Sie ist mit dem deutschen Komponisten Rainer Bürck verheiratet. Das Paar lebt in Bad Urach.
Mari Vihmand komponiert hauptsächlich Kammermusik, aber auch Stücke für Orchester. Daneben schrieb sie Chormusik und Kinderlieder. 1995 hatte ihre erste Oper Lugu klaasist nach Motiven von Hans Christian Andersen Premiere. Im Oktober 2008 wurde ihre Oper Armastuse valem (Libretto: Maimu Berg und Mari Vihmand, nach Szenen aus der Novelle Die Mathematik der Nina Gluckstein von Esther Vilar) in der Nationaloper Estonia in Tallinn in einer Inszenierung von Liis Kolle uraufgeführt.

## Werke (Auswahl)
- Laul õnnelikust Corydonist ja Phyllisest (für Sopran und Kammerensemble, 1992)
- Sinfonie (1993)
- Lugu klassist (Kammeroper, 1995)
- Floreo (für Sinfonieorchester, 1996)
- La Question (für Oboe solo, 1996)
- Down the Stream I (für Violine und Klavier, 2000)
- Down the Stream II (für Violine, Cello und Klavier, 2000)
- 7665 geträumte Umarmungen (2003)
- Armastuse valem (Oper, 2008)
- Déjà-vu (für Saxophon, Akkordeon und Perkussion, 2009)
- Unterwegs (für gemischten Chor und Orchester, 2010)
- Secret (für Streichorchester, 2011)
- Parallelen (für Klavier und Streichorchester, 2012)
- Sleep, Come By A Door (für Männerchor a cappella, 2014)

## Auszeichnungen
1996 erhielt Mari Vihmand für Lugu klaasist den Kulturpreis der Republik Estland, im selben Jahr den 1. Preis der UNESCO für junge Komponisten im Rahmen des Wettbewerbs „International Rostrum of Composers“.